# Potere costituente
Il potere costituente è il momento fondante di un pubblico potere su una comunità nazionale; segna il passaggio tra due fasi storico-giuridiche e politiche diverse. Con la Costituzione, infatti, si esaurisce il potere costituente (prima del quale vi è il caos) ed inizia il potere costituito.

## Libertà del potere
Esso è stato di frequente inteso dalla dottrina quale un potere libero, anzi quale l'unico potere libero nel diritto costituzionale  generale.
Infatti nessuna regola preesistente lo vincola, esso «vive, proprio per le sue caratteristiche intrinseche, ai confini tra "diritto" e "politica": ed in esso è presente "un "principio politico" che opera in senso costituente» (Maurizio Fioravanti, ma v. anche Pietro Giuseppe Grasso).

## Genesi
Il suo esercizio può, in linea teorica, coincidere con la volontà di un'Assemblea Costituente democraticamente eletta, oppure derivare da eventi storici di carattere rivoluzionario che determinano il sorgere di un nuovo regime politico, cioè di una nuova forma di Stato, o, anche, da un colpo di Stato.
Si discute se la convocazione di una nuova Assemblea costituente possa far recedere un ordinamento giuridico, in qualche misura, nuovamente ad una situazione di potere costituente. In ogni caso, giuristi come Leopoldo Elia manifestarono sempre una grande contrarietà all’idea della convocazione di una nuova assemblea costituente: egli "in Parlamento si pronunciò esplicitamente in questo senso soprattutto nel discorso tenuto in Senato, il 24 luglio 1991, in occasione del dibattito parlamentare sul messaggio che il Presidente Cossiga aveva inviato alle Camere il 26 giugno di quell’anno. «Lasciamo [...] da parte il ricorso a una assemblea costituente», disse Elia, perché non ce n’è affatto bisogno per «modificare anche norme di grande rilievo in ordine alla forma di governo» (p. 193) e perché il momento costituente era stato già vissuto subito dopo la guerra e non poteva essere ricreato (potremmo dire) "a freddo" e in mancanza delle condizioni storiche necessarie".

## Dibattito accademico
Peraltro, il problema del potere costituente ha costituito uno dei temi centrali della riflessione costituzionalistica. Nella dottrina giuridica è possibile individuare schematicamente due diverse letture di questo concetto.
Secondo un primo filone, di matrice gius-positivistica il problema della definizione e del significato del potere costituente è un falso problema, non è un problema giuridico: esso concerne i meri fatti umani e non è qualificabile quale un fatto normativo. In altre parole, il potere costituente, in quanto non costituito, in quanto assoluto e illimitato, non è giuridico. Esso è invece un fatto unico e irripetibile, che sta all'origine del nuovo ordinamento. E come noto, nell'ambito della concezione positivista, il mondo dei fatti è nettamente distinto dal mondo del diritto.
Quanto al secondo filone, questo è riconducibile al pensiero di Costantino Mortati, il teorico della dottrina della "Costituzione materiale". Secondo Mortati il potere costituente è espressione di un insieme di forze che mirano all'ordine (v. anche sul tema i contributi di Pietro Giuseppe Grasso). Esso non è un mero potere di fatto, ma è l'inizio di un processo che conduce all'ordine, alla Costituzione (Carl Schmitt sul punto parlava di "forma originaria del potere politico"; Paolo Barile ha scritto che "il potere costituente rientra nelle fonti di produzione del diritto obiettivo, in quanto fonte di produzione delle norme costituzionali"). Nell'ambito di questa concezione, “costituente” non è più semplicemente il contrario di “costituito”, ma è anche, e forse soprattutto, l'inizio di ciò che si costituisce. Il potere costituente è così inteso come lo Stato nascente della normatività. Mortati - che a differenza della dottrina positivistica rigetta l'idea di una rigida separazione tra fatto e diritto - si pone pertanto il problema della permanenza all'interno della sfera giuridica del potere costituente.